# Braquiòpodes
|  | No s'ha de confondre amb Branquiòpodes o Braquiopoïdeus. |

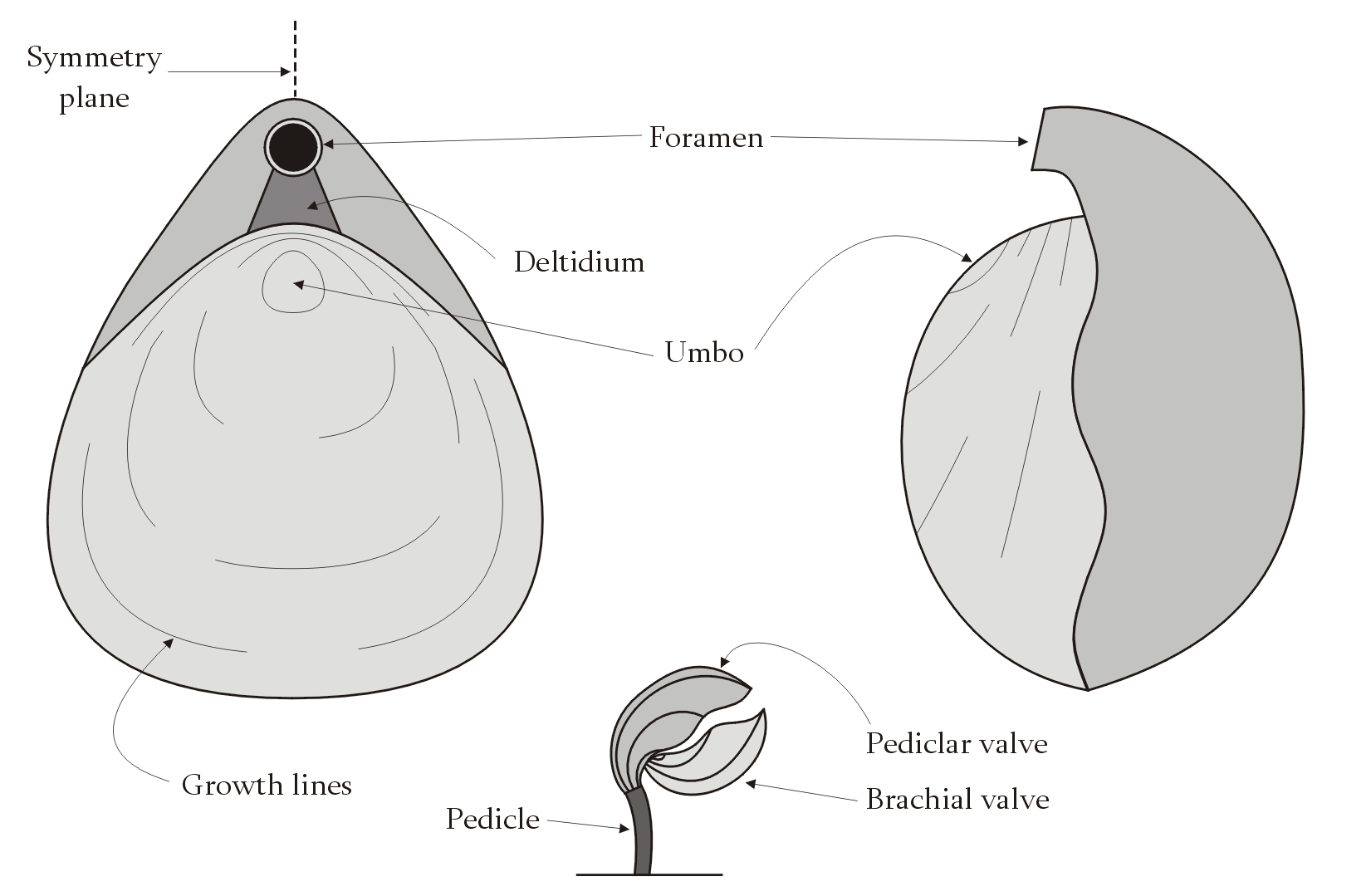
Morfologia d'un braquiòpode.

Els braquiòpodes (Brachiopoda, del llatí brachium, 'braç' + neollatí -poda, 'peu') són un fílum d'invertebrats marins bentònics, pertanyents al clade dels lofoforats. Són sèssils i externament s'assemblen als bivalves, amb els quals no estan estretament emparentats. Tot i haver-se'n descrit més de 16.000 espècies fòssils, només és possible citar-ne unes 433 espècies actuals.
Són animals amb dues valves (l'una superior i l'altra inferior, al contrari de les valves dels bivalves, que són bilaterals), que estan unides en la regió posterior. Són bentònics, i viuen fixats en substrats durs per un peduncle, o enterrats en substrats tous, en què excaven ajudant-se de les seves valves, i formen extenses galeries.
Tradicionalment es divideixen en dues classes: 
- Articulats: les valves estan unides entre si per dents i fossetes. El peduncle està mancat de musculatura i de cavitat celomàtica.
- Inarticulats: estan mancats de dentes i fossetes. Quan existeix peduncle, és musculós i està irrigat per una cavitat celomàtica.

## Anatomia
El lofòfor roman enrotllat a l'interior de les valves, que s'obren o tanquen a voluntat, gràcies a músculs abductors (que obren) i adductors (que tanquen).
El mantell secreta la closca de forma semblant als mol·luscs. Tenen una cavitat paleal que és on el lofòfor es retrau.
- Tub digestiu: només els inarticulats tenen tub digestiu complet. Els articulats estan mancats d'anus.
- Sistema circulatori: és de tipus obert (com el dels insectes), i està mancat de pigments respiratoris, de manera que només funciona com a transport de nutrients.
- Celoma: la cavitat celomàtica està plena de celomòcits, que contenen hemeritrina, mitjà de transport de l'oxigen.

La seva excreció és de tipus metanefridial.

## Reproducció i desenvolupament

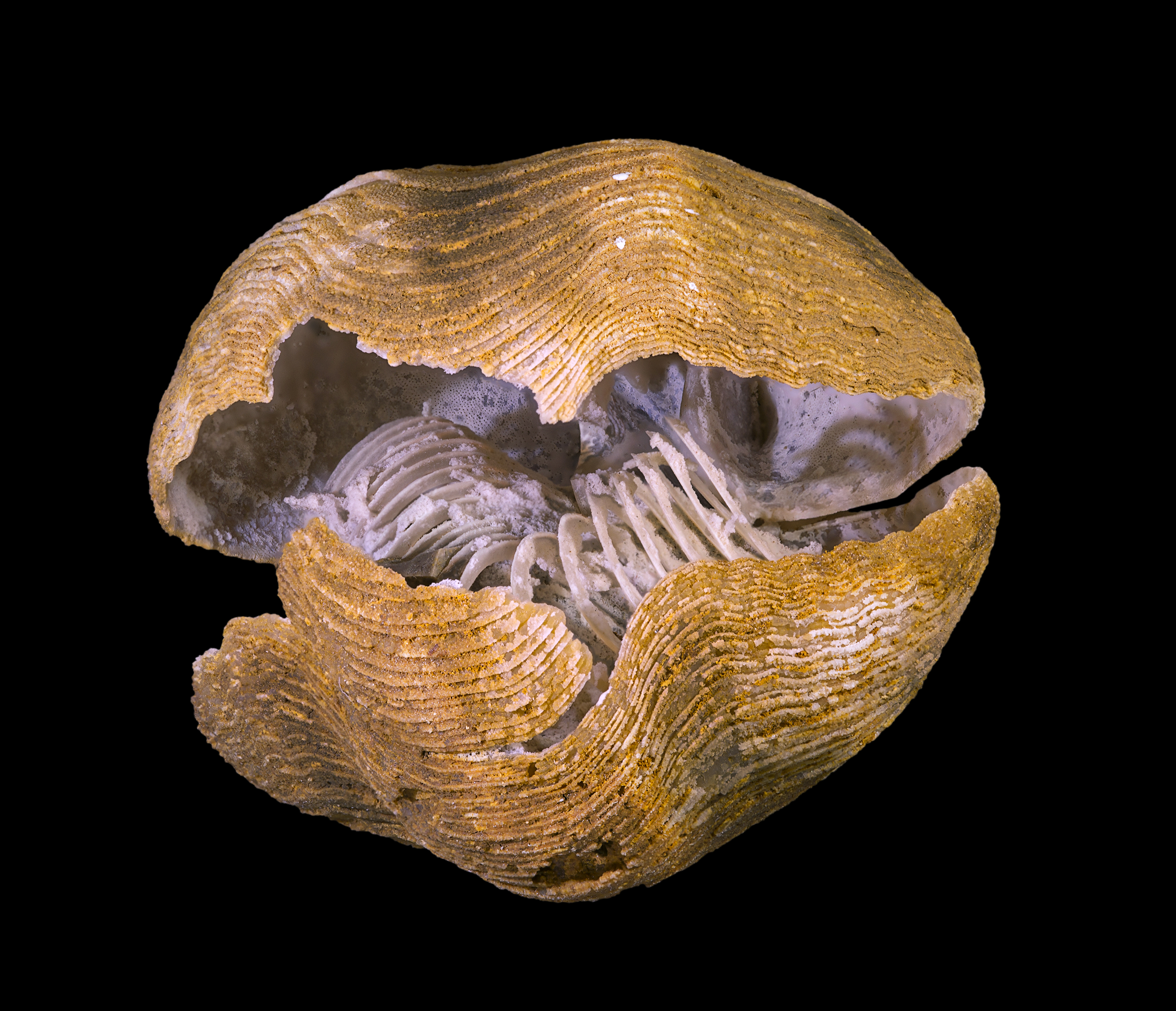
Spiriferina rostrata.

Els articulats tenen un desenvolupament embrionari indirecte i holometable (presenten larva, que pateix una metamorfosi). Els inarticulats tenen un desenvolupament heterometable (presenten un aspecte juvenil diferent a l'adult, però sense metamorfosi).
La segmentació és típicament deuteròstoma, encara que no sempre es forma el celoma per processos d'enterocèlia.

## Història evolutiva
Els primers braquiòpodes aparegueren durant el cambrià. Alguns braquiòpodes prehistòrics són Dolerorthis, Elenchus, Eospirifer o Mucrospirifer.

## Classificació
Tradicionalment s'han dividit en dues classes:
- Articulats: les valves estan unides entre si per dents i fossetes. El peduncle està mancat de musculatura i de cavitat celomàtica.
- Inarticulats: estan mancats de dentes i fossetes. Quan existeix peduncle, és musculós i està irrigat per una cavitat celòmica.

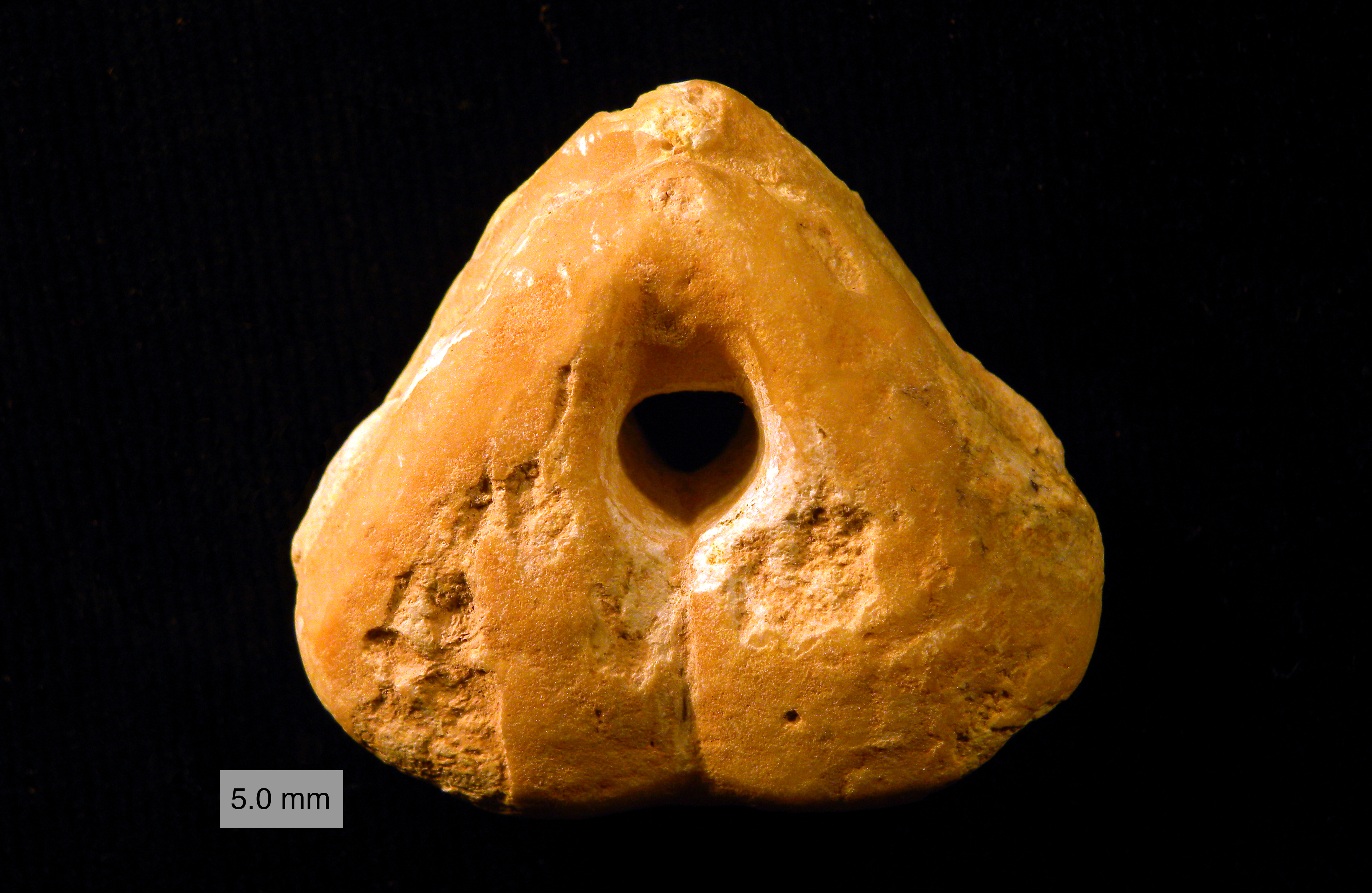
Pygites diphyoides (d'Orbigny, 1849) de l'Hauterivià (Cretaci inferior) de Cehegin, Múrcia, Espanya. Aquest terebratúlid es caracteritza per tenir una perforació central que travessa les valves.

Els fòssils de braquiòpodes mostren una gran diversitat pel que fa a la closa i el lofòfor, mentre que els gèneres moderns mostren menys diversitat, però són més llisos. Tant les espècies fòssils com les vivents mostren limitacions que dificulten l'elaboració d'una classificació basada en la morfologia. A més, el fílum ha experimentat una convergència evolutiva significativa i involucions (en les quals un grup més recent sembla haver perdut un tret característic observat en un grup intermedi, revertint a una característica observada en un grup més antic). És per això que alguns taxonomistes creuen que es prematur definir nivells alt de classificació com ordre, i recomanen en el seu lloc un aproximació ascendent que identifiqui gèneres i posteriorment agrupar-los en grups intermedis.
No obstant això, altres taxonomistes creuen que alguns patrons de característiques són suficientment estables com per elaborar classificacions d'alt nivell que valguin la pena, encara que hi ha diferents punts de vista sobre com haurien de ser aquestes classificacions. La classificació "tradicional" va ser definida el 1869. La dècada dels anys 1990 va haver dos intents més de classificació:
- A la classificació "tradicional", els articulats tenen dents a les frontisses que uneixen les valves, mentre que en els inarticulats les valves només estan unides per muscles.[7][5]
- En una segona classificació de la dècada de 1990, basada en la composició de la closca, s'unia els crànids i els articulats dins del clade Calciata, els quals tenen closca de calcita. Els lingúlids i els discínids, s'unien dins els clade Lingulata, els quals tenen closca de quitina i fosfat de calci.[5]
- Un tercera classificació, també de la dècada de 1990, situa els crànids en el grup propi separat dels craniformis. Els lingúlids i els discínids s'agrupen en el grups del linguliformis,[8] i els rinconèl·lids i els terebratúlids s'agrupen en els grups dels rinconel·liformis.[9][10]

| Classificació "Traditional"                       | Inarticulata                                          | Inarticulata                                          | Inarticulata                             | Articulata                               | Articulata                               |
| Enfocament "Calciata"                             | Lingulata                                             | Lingulata                                             | Calciata                                 | Calciata                                 | Calciata                                 |
| Tercera classificació                             | Linguliformea                                         | Linguliformea                                         | Craniiformea                             | Rhynchonelliformea                       | Rhynchonelliformea                       |
| Ordres                                            | Lingulida                                             | Discinida                                             | Craniida                                 | Terebratulida                            | Rhynchonellida                           |
| ------------------------------------------------- | ----------------------------------------------------- | ----------------------------------------------------- | ---------------------------------------- | ---------------------------------------- | ---------------------------------------- |
| Frontissa                                         | Sense dents                                           | Sense dents                                           | Sense dents                              | Amb dents                                | Amb dents                                |
| Anus                                              | Al front del cos, al final de l'intestí               | Al front del cos, al final de l'intestí               | Al front del cos, al final de l'intestí  | Cap                                      | Cap                                      |
| Peduncle                                          | Amb celoma envoltat de músculs                        | Amb celoma envoltat de músculs                        | Sense peduncle                           | Sense celoma                             | Sense celoma                             |
| Peduncle                                          | Llarg                                                 | Curt i unit a superfícies dures                       | Cap, cimentat a la superfície            | Curt i unit a superfícies dures          | Curt i unit a superfícies dures          |
| Periostracum                                      | Format per glicosaminoglicans i quitina               | Format per glicosaminoglicans i quitina               | Quitina                                  | Proteïnes                                | Proteïnes                                |
| Capa principal de la conquilla                    | Glicosaminoglicans i apatita (fosfat de calci)        | Glicosaminoglicans i apatita (fosfat de calci)        | Calcita (una forma de carbonat de calci) | Calcita (una forma de carbonat de calci) | Calcita (una forma de carbonat de calci) |
| Capa interior de la conquilla                     | Col·lagen i altres proteïnes, quitinofosfat i apatita | Col·lagen i altres proteïnes, quitinofosfat i apatita | Calcita                                  | Proteïnes i calcita                      | Proteïnes i calcita                      |
| Quetes al voltant de l'obertura de les conquilles | Si                                                    | Si                                                    | No                                       | Si                                       | Si                                       |
| Celoma completament dividit                       | Si                                                    | Si                                                    | No                                       | Si                                       | Si                                       |

## Taxonomia
Hi ha reconegudes unes 433 espècies vivents, agrupades en més de 100 gèneres. La major part dels braquiòpodes (391 espècies) moderns pertanyen als rinconel·liformes. L'esquema classificatori és el següent (Segons WoRMS pel que fa als taxons actuals i segons BioLib pel que fa als taxons fòssils):
Subfílum Craniiformea
- Classe Craniata
  - Ordre Craniida
  - Ordre Trimerellida †

Subfílum Linguliformea
- Classe Lingulata
  - Ordre Lingulida
  - Ordre Siphonotretida †

Subfílum Rhynchonelliformea
- Classe Chileata †

- - Ordre Chileida †
  - Ordre Dictyonellida †

- Classe Kutorginata †

- - Ordre Kutorginida †

- Classe Obolellata †

- - Ordre Naukatida †
  - Ordre Obolellida †
- Classe Strophomenata †

- - Ordre Billingsellida †
  - Ordre Orthotetida †
  - Ordre Productida †
  - Ordre Strophomenida †

- Classe Rhynchonellata
  - Ordre Rhynchonellida
  - Ordre Terebratulida
  - Ordre Thecideida